# Yerko Araya
Yerko Araya, född 14 februari 1986, är en friidrottare från Chile. Han deltog vid olympiska sommarspelen 2012 och olympiska sommarspelen 2016.